# 우리집 멍멍이 진진과 아키다
"우리집 멍멍이 진진과 아키다"는 2016년에 부천 국제 애니메이션 페스티벌에 상영한 대한민국의 영화이다.

## 캐스팅
- 조민주 : 재영/차숙/혜식이/김씨 부인/순영이 아빠 새 부인 아이/행인 할머니/시락국집 손님들/새벽상인들/여자 중매인들/운동장 여자아이들역
- 신대식 : 승환/아나운서/아빠거지/마을이장/승객 2/취객/시락국집 손님들/새벽상인들/선주들/남자 중매인들/운동장 남자아이들 역
- 은준혁 : 진진/둘째외삼촌/운전수/엿장수/조문객/춘길/김씨/승객1/담배가게아저씨/경찰/시락국집 손님들/새벽상인들/선주들/남자 중매 역
- 송창훈 : 아키다/큰외삼촌/승환친구/경매 안내사/야구장 사회자/경장(통영)/이씨/뚱뚱한 아이/경장(부산)/시락국집 손님들/새벽상인 역
- 조규진 : 순영/여동생/도식이 단봉이/홀쭉한 아이/시락국집 손님들/새벽상인들/여자 중매인들/연도 바치는 천주교 신자들/운동장 여자 역
- 이유진 : 혜자/오빠/분식집 주인아줌마/새벽상인들 역
- 김근형 : 막내외삼촌/외사촌형 종대/경매 서기/김순경/영호/경수/김씨아들/시락국집 손님들/새벽상인들/선주들/남자 중매인들/운동장 역
- 김서하 : 정민/외할머니/보신탕집주인/시락국집 주인아줌마/원식이 희식이/여자 중매인들/연도 바치는 천주교 신자들/운동장 여자아이들 역
- 한유경 : 기식/지민/장례식장 남자아이/왕걸이/순영친구/시락국집 손님들/새벽상인들/여자 중매인들/연도 바치는 천주교 신자들/운동장 역